# 독산동
독산동(禿山洞)은 대한민국 서울특별시 금천구에 위치한 법정동이다.

## 개요
독산동의 독(禿)자는 ‘대머리’라는 의미로, 동명의 유래는 이 마을의 산봉우리에 나무가 없어 ‘벌거숭이 산’이라는 뜻에서 붙여진 이름이다. 신증동국여지승람에 기록된 강희의 말에 의하면 “내 집 뒤에 산이 있는데 벌거숭이 산이다. 그러므로 사람들이 독산이라 한다. 원래는 나무가 있었으나 한성교외에 있는 까닭에 도끼로 찍히고, 소 · 염소 따위에서 먹힘을 당하여 벌거숭이가 되었다”고 했다. 강희는 고려조 강감찬 장군의 후손이며, 비록 그의 생몰연도는 확인할 수 없으나 1439년 세종 21년에 문과에 급제한 사실로 보아 조선시대 중기 이전의 사람으로 확인된다. 그러므로 독산동이라 불리기 시작한 것도 그 이전부터라 할 수 있다. 또 강희의 본관이 금천(衿川)이며, 호는 독산(禿山)이었다. 옛지도에는 현재의 한울중(구 대림여중) 지역을 문교리(文橋里)로 표시하고 있다. 이 문교리는 1911년 4월 27일에 독산리에 흡수되었다. 2008년 1월 1일에 독산3동에 독산본동을 통합하였다.

## 행정 구역
- 독산동

## 교육

### 독산1동
- 서울안천초등학교
- 서울두산초등학교
- 서울가산초등학교
- 안천중학교 (혁신학교)
- 세일중학교
- 가산중학교

### 독산2동
- 서울문교초등학교
- 서울독산초등학교

### 독산3동
- 서울영남초등학교
- 서울문성초등학교
- 한울중학교 (혁신학교)
- 문성중학교
- 난곡중학교
- 독산고등학교

### 독산4동
- 서울정심초등학교

## 교통
- 수도권 전철 1호선 가산디지털단지역
- 서울 지하철 7호선 가산디지털단지역
- 수도권 전철 1호선 독산역

## 같이 보기
- 대한민국의 행정 구역